# 連絡将校

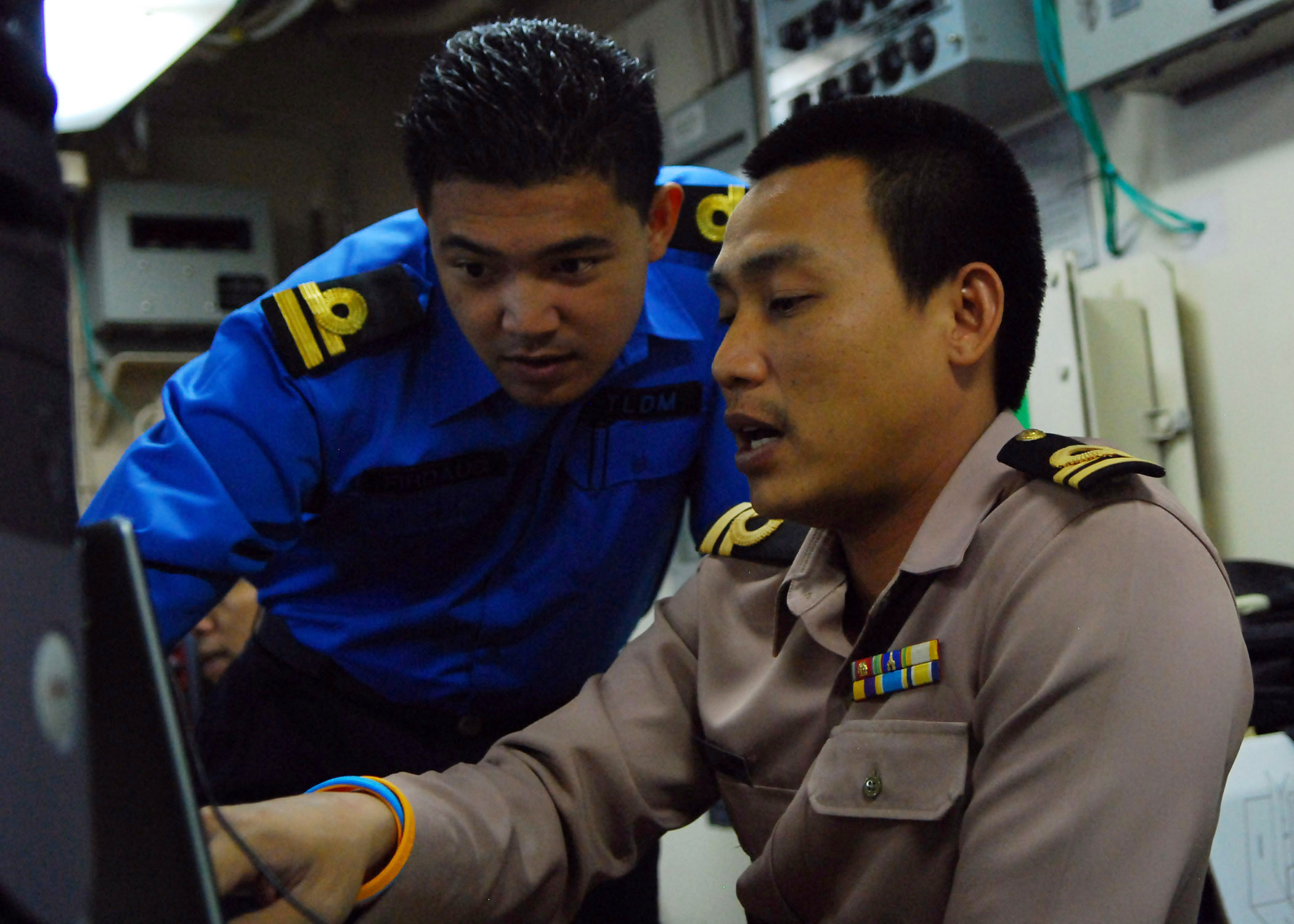
マレーシアとタイの海軍連絡将校たちが活動を調整している

連絡将校（れんらくしょうこう、英：liaison officer）とは、二つの組織間の連絡・調整を担って、両組織をつなぐ役割を果たす者である。通常、ある組織が連絡将校を相手方の組織に派遣することで、「顔の見える関係」を作るのに用いられる。

## 概要
一般的に、一方の組織が他方の組織の持つ資源を最大限に活用するために連絡将校が用いられる。連絡将校はしばしば技術的または個別的問題についての専門的能力を派遣先の組織に提供する役目を果たす。また、別々の組織間で、重複する活動を行ったり、互いに相反する活動をしたりすることを避けるために、互いの組織の相互理解や、努力の方向性の統一、活動の分担などの連絡・調整を行う。
軍事においては、連絡将校が同士討ちを避けるための調整活動を行うこともある。二国間において派遣されることもあるが、陸軍と空軍のように同じ国の異軍種間において連絡将校の派遣が必要となる。歩兵科に派遣される砲兵科の観測将校のように、同軍種異兵科でも行われる。
事故・災害対応においては、連絡将校は対応に当たる関係機関の連絡・調整窓口の役割を担う。